# Hydraulisk strypning
Hydraulisk strypning är en ventil som används för att reglera tryck och flöde i bland annat hydrauliksystem. Strypningar används också i många andra sammanhang inom fluida system, exempelvis inom processindustrin, vattenförsörjningssystem och många andra tillämpningar. En strypning i ett fluidsystem orsakar ett tryckfall i den strömmande fluiden i avsikt att reglera systemtrycket och flödet nerströms eller uppströms strypningen. Strypningar med fast eller variabel stryparea är en av de viktigaste komponenterna vid konstruktion av hydraulikkomponenter och system. Andra viktiga delar inom hydrauliken och inom många andra fluida system för att uppnå en viss funktion, är mekaniska fjädrar och verksamma tryckareor.